# Clã Bannerman
O Clã Bannerman é um clã escocês.

Crachá do Clã BannermanLema: PRO PATRIA ("Pelo meu País")

O atual chefe Sir David Gordon Bannerman, 15º Barão de Elsick.